# المرميديون
النَمْلِيّون أو میرمیدونز (بالإنجليزية: Myrmidons)‏ أتباع أخيل في الحرب الطروادية. دفعت الغيرة هیرا Hera إلى تسليط وباء على إيجينا، وكان حاكمها أياكوس Aeacus بن زيوس Zeus وإيجينا Aegina. عندما استنجد الملك بأبيه زيوس، رأى مستعمرة نمل فطلب أن تكون مستعمرة من الرجال، فغير زيوس النمل إلى رجال، وقد ساهم الناس المرميدون (النمليّون)، جمع مرمیكس (النمليّ) Myrmex وتعني نملة. كانوا رجالاً أقوياء، تكاثروا فملأوا الجزيرة. وقد أخذ أخيل إلى الحرب الطروادية خمسين سفينة، في كل سفينة 50 مرميدوني، وعندما غضب أخيل وامتنع عن الاشتراك في القتال، قاد صديقه بتروكليس رجال المرميدون واستطاع أن يبعد الإغريق عن الساحل حتى لا يحرقوا السفن، ولكنه قتل في هذه المعركة.
والمرميديون أو المرامدة هم من أقوى المقاتلين في الإغريق يقودهم بطل الإلياذة أخيل وقد كان لهم دورا كبيرا في حرب طروادة إلى درجة أنهم عندما انسحبوا مؤقتا من الحرب توالت الهزائم على جيوش الإغريق.
عاد زعيم المرامدة أخيل للحرب بعد وفاة ابن عمه الذي قاد المرميديون خلسةً عنه في الهجوم الذي شنته طروادة حيت أن الكل اعتقد أن أخيل هو من يدافع عن الإغريق لكن الحقيقية كانت أن باتروكلس هو من كان يقاتل، ليهزم بسيف أمير طروادة هيكتور
فيعود زعيم المرامدة أخيل لينتقم لموت ابن عمه ويقتل أمير طروادة هيكتور. ليطلب أخيل من  كل المرميديون العودة إلى الإغريق ليكمل هو البحث عن حبيبته بيرياسيس.